# واي الغدف
وادي الغدف هو وادٍ موسمي في قضاء الرطبة في محافظة الأنبار في هضبة الوديان بالصحراء الغربية العراقية غرب العراق، طوله 300 كيلومتر ومساحة حوضه 7858 كيلومتراً مربعاً، وارتفاعه 758 متراً فوق سطح البحر، يتكون وادي الغدف في الأراضي التلالية الكائنة في جنوبي جبل الطيارات، ومصدره من حوض الحزيمي والغدفات الثلاثة (غدفان الطويل وغدفان المحفور وغدفان العويسات) وحوض شعيب معيلة وحوض الأربياني. ينصرف سيل وادي الغدف إلى شمال غرب بحيرة الرزازة.